# Maresciallo dell'aria
Maresciallo dell'aria (Air marshal) è un grado di numerose aeronautiche militari del Commonwealth e di paesi di tradizione britannica, normalmente superiore al grado di Vice maresciallo dell'aria e inferiore a quello di maresciallo capo dell'aria. In alcune aviazioni militari è stato invece usato come massimo grado della forza armata.

## Uso nelle forze aeree mondiali
Originariamente utilizzato dalla Royal Air Force britannica sin dal 1919, il grado è stato poi adottato da altre forze aeree nel mondo. 
Oltre che dalla RAF, il grado è abitualmente in uso nelle forze aeree di alcuni paesi del Commonwealth come Australia, Bangladesh, Ghana, India, Nuova Zelanda, Pakistan, e di paesi di tradizione britannica come Egitto (arabo: فريق طيار; translitterato: Fārīq tyar), Ghana, Grecia (greco: Αντιπτέραρχος; translitterato: Antiptérarchos), Oman, Namibia e Thailandia; la Malaysia utilizzò il grado fin quasi alla fine degli anni settanta quando la sua denominazione venne sostituita con quella di tenente generale.

### Regno Unito
L'Air marshal della Royal Air Force nella codifica NATO è un grado OF-8 o "a tre stelle", mentre il grado onorifico è Maresciallo della Royal Air Force, che nella codifica NATO è un grado OF-10 o "a cinque stelle" corrispondente al grado di Maresciallo dell'Aria della Regia Aeronautica
Nella Royal Air Force esistono quattro diversi gradi dei generali riconducibili al termine maresciallo dell'aria:
- air vice-marshal (equivalenza gerarchica NATO OF-7) - vicemaresciallo dell'aria gerarchicamente equivalente al generale di divisione aerea dell'aeronautica italiana ;
- air marshal (OF-8) - maresciallo dell'aria corrispondente al generale di squadra aerea dell'Aeronautica Militare Italiana;
- air chief marshal (OF-9) - maresciallo capo dell'aria, conferito al comandante in capo della Royal Air Force corrispondente al generale di squadra aerea con incarichi speciali dell'Aeronautica Militare Italiana in Italia riservato al capo di stato maggiore dell'Aeronautica;
- marshal of the Royal Air Force (OF-10) - maresciallo della Royal Air Force, usata anche nelle forze aeree di alcuni paesi del Commonwealth delle Nazioni, come Australia, Bangladesh, India, Nuova Zelanda e Pakistan.

### Italia
Il grado omologo nell'Aeronautica Militare italiana è generale di squadra aerea. Nel 1933 era stato istituito nella Regia Aeronautica il grado di Maresciallo dell'Aria, poi soppresso dopo la proclamazione della Repubblica..

### Canada
La Royal Canadian Air Force nonostante il Canada faccia parte del Commonwealth ha utilizzato il grado di maresciallo dell'aria fino all'unificazione delle forze armate del 1968, quando l'aeronautica adottò il sistema di gradi dell'esercito sostituendo la denominazione del grado di maresciallo dell'aria con quella di tenente generale. In precedenza la denominazione del grado era Air Marshal in inglese e Maréchal de l'air in francese.

### Nuova Zelanda
Nella Royal New Zealand Air Force il grado è riservato al capo di stato maggiore delle forze armate se appartenente all'aeronautica, mentre il grado inferiore di Air vice-marshal (Vice maresciallo dell'aria) è riservato comandante in capo dell'aeronautica neozelandese.

### Indonesia
Nell'Aeronautica militare indonesiana, esistono cinque diversi gradi militari, equivalenti a quelli degli ufficiali generali con la denominazione di maresciallo: 
- Marsekal Pertamaa - letteralmente Primo maresciallo,; equivalente al generale di brigata aerea dell'Aeronautica Militare Italiana e al Commodoro dell'aria della Royal Air Force;
- Marsekal Muda - letteralmente Giovane maresciallo, equivalente al Vice maresciallo della Royal Air Force e al generale di divisione aerea dell'Aeronautica Militare Italiana;
- Marsekal Madya - letteralmente vice maresciallo, abitualmente identificato con quello di maresciallo dell'aria, poiché viene tradotto in inglese come air marshal, in quanto equivalente al maresciallo dell'aria della Royal Air Force e al generale di squadra aerea dell'Aeronautica Militare Italiana;Chinnery, Philip D., Vietnam: The Helicopter War, Annapolis, Maryland, Naval Institute Press, 1991, ISBN 1-55750-875-5, p. 39..
- Marsekal - letteralmente maresciallo equivalente al grado di air chief marshal della Royal Air Force e al generale di squadra aerea con incarichi speciali dell'Aeronautica Militare Italiana;
- Marsekal Besar - letteralmente Gran maresciallo.

### Brasile
Nell'Aeronautica militare brasiliana Marechal do Ar (maresciallo dell'aria) è un titolo onorario mentre il massimo grado è Tenente-brigadeiro che è equivalente al maresciallo dell'aria della Royal Air Force..

## Galleria d'immagini

Distintivo di grado di Air Marshal della RAAF
Distintivo di grado di Air Marshal della RNZAF
Distintivo di grado della Namibian Air Force
Distintivo di grado della Royal Thai Air Force
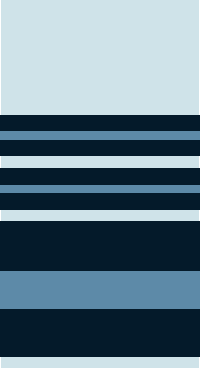
Distintivo di grado della Indian Air Force
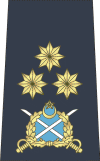
Distintivo di grado della Pakistan Air Force